# Липовый мёд
Липовый мёд — монофлерный мёд, произведённый пчёлами из собранного нектара цвета липы.

## Основные характеристики
С одного цветка липы пчёлы собирают до 25 миллилитров нектара, за что её называют царицей медоносов.
Башкирский липовый мёд добывают только в лесной местности в то время, как кроме липы не цветут другие медоносы. Уфимский и Дальневосточный мёд считаются самыми экологичным сортами. Мёд из этих регионов зачастую густой, непрозрачный с белым окрасом, благодаря маточному молочку, которое подмешивают в молодой мед. 
Аромат липового мёда нельзя спутать — тонкий, изящный и очень душистый.
Чистый мёд, полученный из липы, будет прозрачным с оттенком от светло-желтого до янтарного. Если в такой мёд домешивают падевой, то он приобретает серо-зелёный оттенок. Также цвет может варьироваться в зависимости от региона сбора и если уфимский мёд будет прозрачным, то амурский — мутно-жёлтый.
В составе липовый мёд содержит 39 % левулёзы и 36 % глюкозы, придающих ему повышенную сладость.
Помимо углеводов, в состав липового мёда входят витамины С, Е, К, РР, групп А и B, ферменты (каталаза, липаза, диастаза, инвертаза, пероксидаза), аминокислоты, органические кислоты, минеральные элементы, эфирные масла, дубильные и гормоноподобные вещества.
Липовый мёд — калорийный, на 100 граммов продукта приходится 320 кКал примерно 17 % от рекомендованной суточной нормы.
Процесс кристализации начинается через 3 месяца после выкачки. Мёд теряет прозрачность и загустевает, поэтому уже к осени жидкий липовый мёд говорит о том, что в нём есть примеси цветочного или он подвергался термической обработке.

## Правила хранения липового меда
Липовый мёд способен сохранять свои полезные свойства на протяжении нескольких лет, если соблюдать технологию хранения. Мёд хранят в стеклянной таре в тёмном и сухом месте при температуре 5-20 градусов по Цельсию. В помещении необходимо поддерживать минимальную влажность, чтобы мёд её не впитывал.